# ジョシュ・ギディー
ジョシュア・ジェームズ・ギディー（Joshua James Giddey, 2002年10月10日 - ）は、オーストラリア・ビクトリア州メルボルン出身のプロバスケットボール選手。NBAのシカゴ・ブルズに所属している。ポジションはポイントガードまたはシューティングガード。

## 経歴

### NBL
オーストラリアにあるNBAの国際アカデミーでトレーニングを積み、2020年3月12日にアリゾナ大学などのNCAAの強豪チームからのオファーを断って、NBLのアデレード・36ersと契約した。

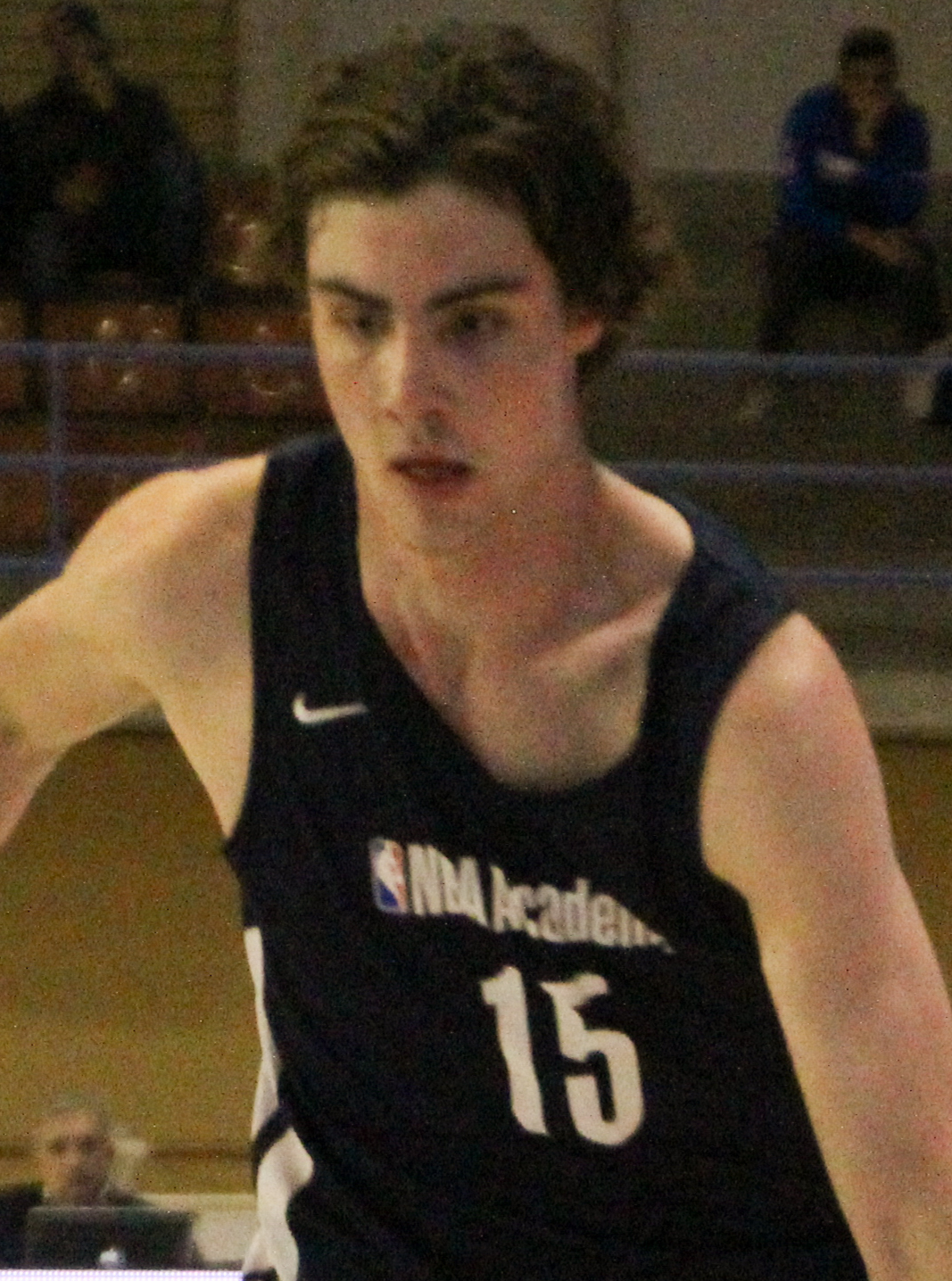
NBA国際アカデミーでのギディー
（2020年）

2021年4月26日のニュージーランド・ブレイカーズ戦で12得点、10リバウンド、10アシストを記録し、NBL史上最年少でトリプル・ダブルを達成した。続く5月1日のブリスベン・バレッツ戦でも15得点、11リバウンド、13アシストを記録し、NBL史上初となる2試合連続のトリプル・ダブルを達成した。NBLで28試合に出場して平均10.9得点、7.3リバウンド、7.6アシストの成績を記録し、新人王とアシスト王を受賞した。
その後、2021年のNBAドラフトにエントリーした。

### オクラホマシティ・サンダー
2021年のNBAドラフトにて1巡目全体6位でオクラホマシティ・サンダーから指名され、NBAアカデミー卒業生初のドラフト指名選手となった。　　
2021-22シーズン、2021年12月26日のニューオーリンズ・ペリカンズ戦で、無得点ながら10リバウンド、10アシストを記録し、チームは117-112で勝利した。なお、無得点でのダブル・ダブルを達成したのは、1971年のノーム・ヴァン・ライアー以来約50年ぶりであった。更に2022年1月2日のダラス・マーベリックス戦にて、前年のラメロ・ボールを抜きNBA史上最年少でトリプル・ダブルを達成した。
2022-23シーズン、2023年1月10日のマイアミ・ヒート戦でNBA通算1000得点・700リバウンド・500アシストに到達。キャリア最初の100試合以内でこの記録に到達したのはルカ・ドンチッチ、ベン・シモンズ、グラント・ヒルに次ぐNBA史上4人目の快挙だった。4月12日に行われたニューオーリンズ・ペリカンズとのプレーインゲームでキャリアハイとなる31得点を含む10アシスト、9リバウンドを記録し、チームは123-118で勝利した。
2023-24シーズン、2024年1月11日のポートランド・トレイルブレイザーズ戦で、22分間の出場で13得点（FG成功率100%）、10リバウンド、12アシストを記録し、出場時間25分未満でFG成功率100%のトリプル・ダブルを達成したNBA史上初の選手となった。

### シカゴ・ブルズ
2024-25シーズン、6月21日にアレックス・カルーソとのトレードで、シカゴ・ブルズへ移籍した。
12月2日のブルックリン・ネッツ戦で自身12度目のトリプル・ダブルとなる20得点、13リバウンド、11アシストを記録し、チームは128-102で勝利した。同月28日のミルウォーキー・バックス戦で自身13度目のトリプル・ダブルとなる23得点、15リバウンド、10アシストを記録し、チームは116-111で勝利した。なお、ブルズの選手が1シーズンで複数回のトリプル・ダブルを達成したのは、2016年のジミー・バトラー以来約8年半ぶりであった。2025年3月22日のロサンゼルス・レイカーズ戦でキャリアハイとなる8スティールを含む15得点、10リバウンド、17アシストを記録し、あと2スティールがあれば1994年ぶりとなるクアドルプル・ダブルを達成するところであった。同月27日のロサンゼルス・レイカーズ戦で決勝ブザービーターとなるハーフコートショットを含む25得点、14リバウンド、11アシストを記録し、チームは119-117で辛勝した。なお、ブルズの選手が1シーズンで5度のトリプル・ダブルを達成したのは、マイケル・ジョーダンに次いでフランチャイズ史上2人目であった。

## 代表歴
2019年にFIBA U17オセアニア選手権のオーストラリア代表に選出された。同大会ではニュージーランドとの決勝で25得点を記録して勝利し、優勝した。
2020年2月に開催されたアジアカップ予選にて、初めてトップチームに選出された。
2021年の東京オリンピックは最終選考で落選し、代表入りを逃した。
2023年のFIBAバスケットボール・ワールドカップのオーストラリア代表に選出された。

## 個人成績

### NBA

#### レギュラーシーズン
| シーズン | チーム | GP  | GS  | MPG  | FG%  | 3P%  | FT%  | RPG | APG | SPG | BPG | PPG  |
| -------- | ------ | --- | --- | ---- | ---- | ---- | ---- | --- | --- | --- | --- | ---- |
| 2021–22  | OKC    | 54  | 54  | 31.5 | .419 | .263 | .709 | 7.8 | 6.4 | .9  | .4  | 12.5 |
| 2022–23  | OKC    | 76  | 76  | 31.1 | .482 | .325 | .731 | 7.9 | 6.2 | .8  | .4  | 16.6 |
| 2023–24  | OKC    | 80  | 80  | 25.1 | .475 | .337 | .806 | 6.4 | 4.8 | .6  | .6  | 12.3 |
| 2024–25  | CHI    | 70  | 69  | 30.2 | .465 | .378 | .781 | 8.1 | 7.2 | 1.2 | .6  | 14.6 |
| 通算     | 通算   | 280 | 279 | 29.3 | .464 | .330 | .764 | 7.5 | 6.1 | .9  | .5  | 14.1 |

#### プレーイン
| シーズン | チーム | GP | GS | MPG  | FG%  | 3P%  | FT%  | RPG | APG | SPG | BPG | PPG  |
| -------- | ------ | -- | -- | ---- | ---- | ---- | ---- | --- | --- | --- | --- | ---- |
| 2023     | OKC    | 2  | 2  | 36.2 | .371 | .273 | .889 | 7.0 | 7.0 | .5  | .5  | 18.5 |
| 通算     | 通算   | 2  | 2  | 36.2 | .371 | .273 | .889 | 7.0 | 7.0 | .5  | .5  | 18.5 |

#### プレーオフ
| シーズン | チーム | GP | GS | MPG  | FG%  | 3P%  | FT%  | RPG | APG | SPG | BPG | PPG |
| -------- | ------ | -- | -- | ---- | ---- | ---- | ---- | --- | --- | --- | --- | --- |
| 2024     | OKC    | 10 | 8  | 18.1 | .453 | .353 | .875 | 3.6 | 2.1 | .2  | .4  | 8.7 |
| 通算     | 通算   | 10 | 8  | 18.1 | .453 | .353 | .875 | 3.6 | 2.1 | .2  | .4  | 8.7 |

### NBL
| シーズン | チーム            | GP | GS | MPG  | FG%  | 3P%  | FT%  | RPG | APG | SPG | BPG | PPG  |
| -------- | ----------------- | -- | -- | ---- | ---- | ---- | ---- | --- | --- | --- | --- | ---- |
| 2020–21  | アデレード・36ers | 28 | 26 | 32.1 | .425 | .293 | .691 | 7.3 | 7.6 | 1.1 | .4  | 10.9 |